# Йохен Шюманн
Йохен Шюманн (нім. Jochen Schümann, 8 червня 1954) — німецький яхтсмен.
Олімпійський чемпіон 1976 (Фінн), 1988 (клас Солінґ), 1996 (клас Солінґ) років, срібний призер 2000 року в класі Солінґ, учасник 1980, 1992 років.
Чемпіон світу в класі 5,5 метра 2001, 2005 років, срібний призер 2006 року, бронзовий призер 2012 року.